# Irena Swiecicki
Irena Swiecicki (* 8. ledna 1973) je lektorka a konzultantka. Její původní povolání je divadelní režie a zpěv (pracovala v Divadle Komedie, Činoherním studiu, Alfrédovi ve dvoře atd.).

Od roku 2006 řídí projekt ESRO společnosti ENNEA ČR, o.p.s., který vzdělává 5600 pedagogů ZŠ v oboru emoční inteligence.
Specializuje se na lektorování a konzultace témat:
- strategické plánování
- fundraising (firemní, individuální granty a dotace, SF EU, EHP)
- projektové řízení
- tvorba a řízení rozpočtu
- emoční inteligence a osobnostní rozvoj
- týmová práce, vyjednávání, prezentace
- rétorika a práce s hlasem atd.